# Markersdorf-Haindorf
Markersdorf-Haindorf är en kommun  i Österrike. Den ligger i distriktet Sankt Pölten-Land i förbundslandet Niederösterreich, 70 kilometer väster om huvudstaden Wien.
Kommunen består av tio orter (Ortschaften) (inom parentes invånarantal 1 januari 2024):

- Haindorf (104)
- Knetzersdorf (39)
- Mannersdorf (40)
- Markersdorf an der Pielach (1 417)
- Mitterau (198)
- Mitterndorf (11)
- Nenndorf (10)
- Poppendorf (154)
- Winkel (70)
- Wultendorf (15)